# Pierella hyalinus
Pierella hyalinus es una especie de mariposa de la familia Nymphalidae, que se encuentra en las Guayanas, Trinidad, Venezuela, Colombia, Perú y la Amazonia de Brasil, en hábitat de bosque tropical. 

## Descripción

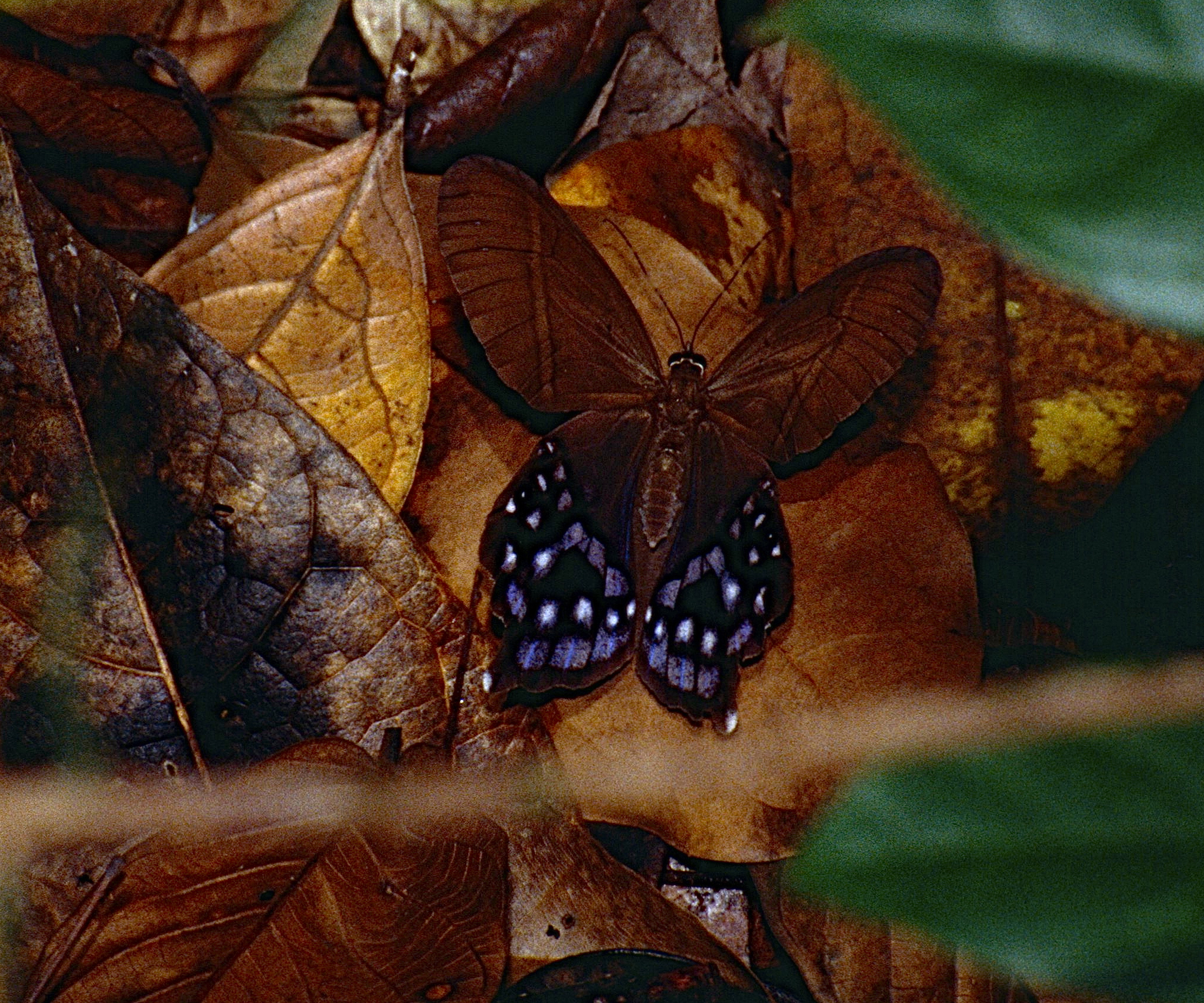
Pierella hyalinus hyalinus en Guayana

Pierella hyalinus presenta, vista desde arriba, alas posteriores con manchas características de tonalidades de azul, rodeando manchas blancas más pequeñas; también tien un par de ocelos en su borde superior, más visibles al verlos desde abajo. Las alas posteriores se estrechan formando un ángulo.

## Comportamiento
Según Adrian Hoskins las especies del género Pierella se caracterizan por su vuelo fugaz, escondiéndose a muy poca altura encima del suelo, en la obscuridad del sotobosque; volando bajo, muchas veces, en sendas y evitando la luz del sol, generalmente apareciendo en la aurora o el crepúsculo, pero escondiéndose profundamente entre la hojarasca y la vegetación rastrera en otras horas del día.

## Subespecies
Pierella hyalinus registra las siguientes subespecies: 
- Pierella hyalinus hyalinus Gmelin, 1790, Surinam, Guayana Francesa.
- Pierella hyalinus extincta Weymer, 1910, Perú.
- Pierella hyalinus schmidti Constantino, 1995, Colombia, Brasil.
- Pierella hyalinus velezi Constantino, 1995, este de Colombia, Venezuela, Brasil.[3]
- Pierella hyalinus fusimaculata (Hübner, 1819) Trinidad.[8]